# 3DBenchy

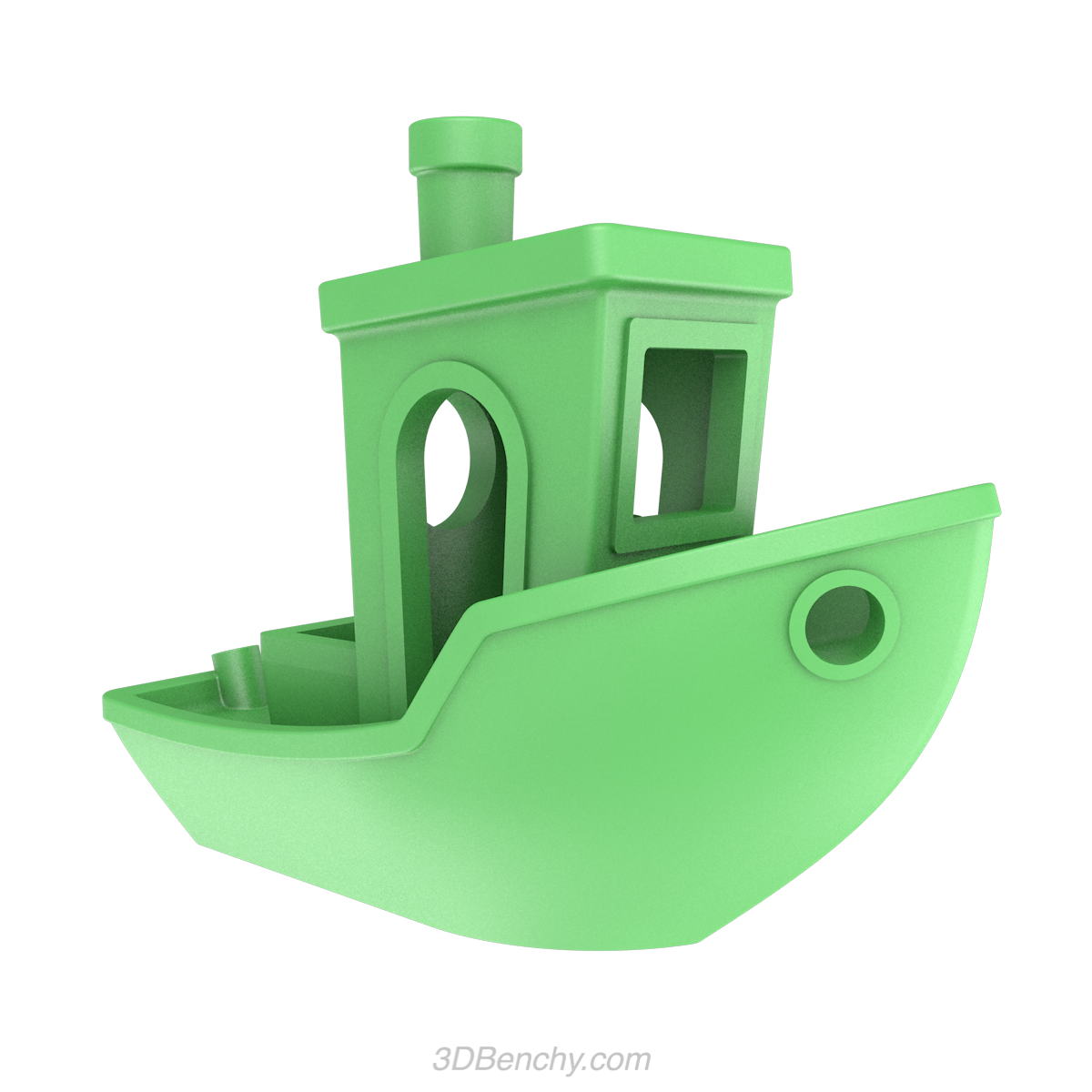
Das originale 3DBenchy

Das #3DBenchy (oft 3DBenchy oder nur Benchy) ist ein 3D-Modell, das zum Benchmarking von 3D-Druckern und ihrer Materialien verwendet wird. Das ursprünglich am 9. April 2015 als STL-Datei veröffentlichte Modell wird vom Autor als „the jolly 3D printing torture-test“ (etwa „der fröhliche 3D-Druck-Stresstest“) beschrieben.

## Allgemeines
Das Modell wurde von dem Schweden Daniel Norée erstellt. Es kann kostenlos heruntergeladen und unter Namensnennung verbreitet werden (lizenziert unter einer Creative Commons CC0 1.0), dadurch sind Veränderungen und Modifikationen möglich und es ist quelloffen.
Unter anderem durch die Verfügbarkeit und seine Eigenschaften, die unterschiedliche Schwierigkeiten für die Drucker darstellen, sowie das vergleichsweise kleine Volumen und die Kürze der Druckzeit ist es eines der beliebtesten 3D-Druck-Objekte. Bereits im November 2017 war es mit 350.000 Downloads das am häufigsten heruntergeladene sowie das am häufigsten gedruckte („Makes“) und zu Sammlungen hinzugefügte Modell auf Thingiverse. 2020 wurde eine Download-Marke von 2 Millionen überschritten. Stand Januar 2023 ist das Modell auf Thingiverse das am häufigsten favorisierte sowie jenes mit den meisten Makes. Aufgrund seiner Popularität wird es von vielen Druckerherstellern als Beispiel-Modell mitgeliefert und kann sozusagen als das Hello World! für den ersten Funktionstest eines 3D-Druckers verstanden werden.

### Eigenschaften
Das Modell ist 60 mm lang und 31 mm breit und verfügt über viele exakt definierte geometrische Formen, um die Präzision und Fähigkeiten unterschiedlicher 3D-Drucker zu testen. Hierzu gehören z. B. der flache Dachüberhang und der gekrümmte Rumpf, die Abmessungen unterschiedlich geformter Fenster/Türen/Bullaugen oder des zylindrischen Schlots, eine Namensplakette am Heck sowie ein Schriftzug auf der Grundplatte. Das Modell ist (mit Ausnahme der Schriftzüge) vertikal links/rechts spiegelsymmetrisch. Mit den empfohlenen Vergleichseinstellungen (0,2 mm Schichthöhe, 10 % Infill, 50 mm/s Druckgeschwindigkeit) kann das Modell in durchschnittlich einer Stunde gedruckt werden.
Obwohl das Modell einen Schlepper darstellt und den Anschein erweckt, schwimmfähig zu sein, kentert es im Wasser sofort und wird bestenfalls durch den hydrostatischen Auftrieb über Wasser gehalten.
Das bislang kleinste gedruckte 3DBenchy wurde im Oktober 2020 von niederländischen Wissenschaftlern mittels 3D-Mikrofabrikation (Zwei-Photonen-Lithographie) mit einer Druckauflösung von ca. 100 nm hergestellt, es ist mit nur 10 µm Länge 6000 Mal kleiner als ein Standard-Benchy.

### Rumpflinie
Eine besondere Schwierigkeit für FDM-Drucker ist es, den Rumpf des 3DBenchy zu drucken; bei vielen Druckern entsteht hierbei eine charakteristische, horizontale Linie um den Rumpf. Als Ursache wurde lange mangelhafte Verarbeitung einfacher 3D-Drucker vermutet, jedoch kamen Experten von Prusa Research 2022 zum Schluss, dass dieses Problem vielmehr auf die besondere Geometrie und die Materialeigenschaften (insbesondere den Wärmeausdehnungskoeffizienten sowie die Abkühlung beim Drucken) zurückzuführen ist. Die „berüchtigte Rumpflinie“ lässt sich zwar durch eine manuelle Manipulation des G-Code umgehen, jedoch wird es laut Angaben von Prusa Research vermutlich niemals eine universelle Lösung des Problems geben.

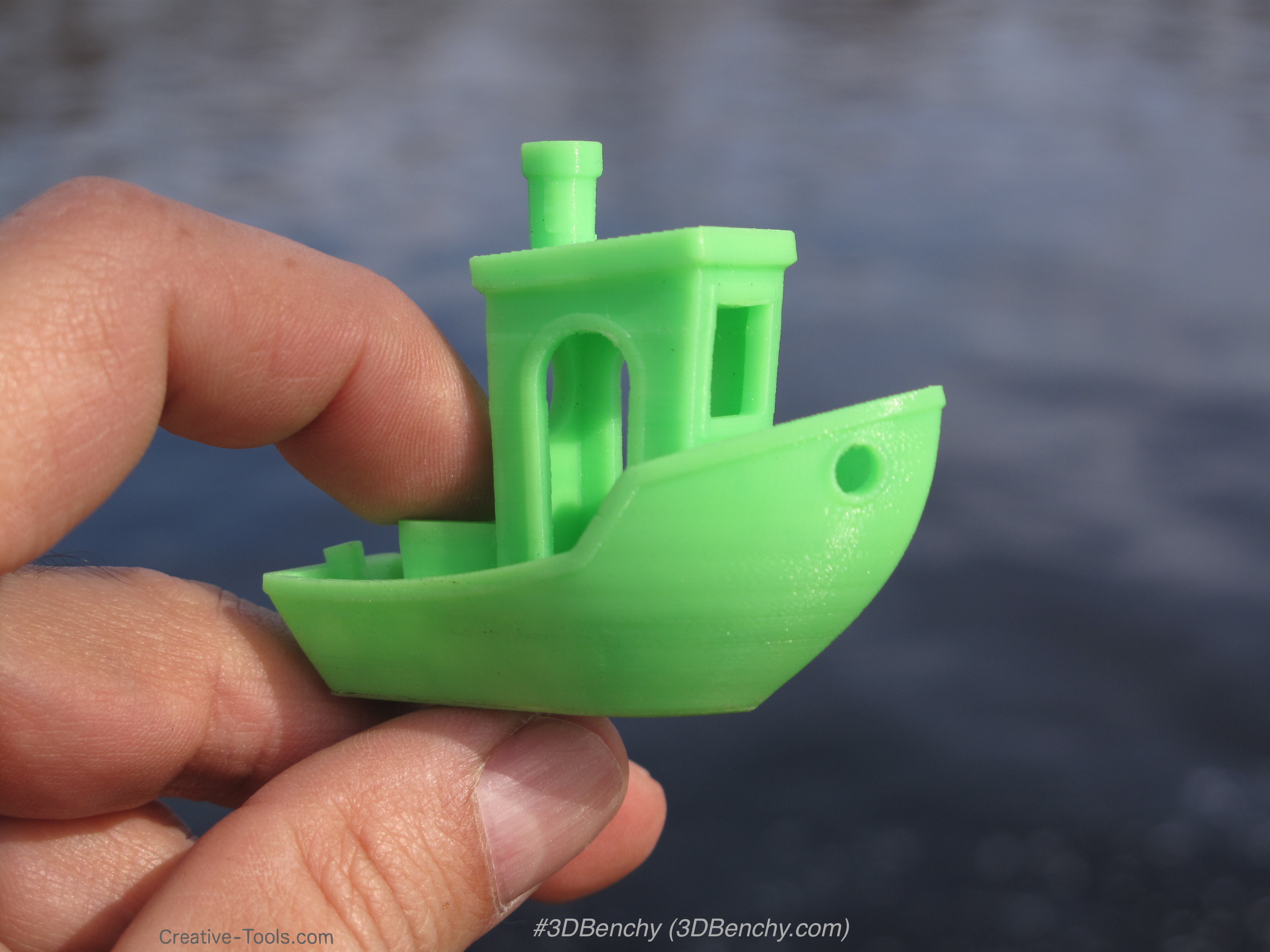
Ein auf einem FDM-Drucker gedrucktes 3DBenchy
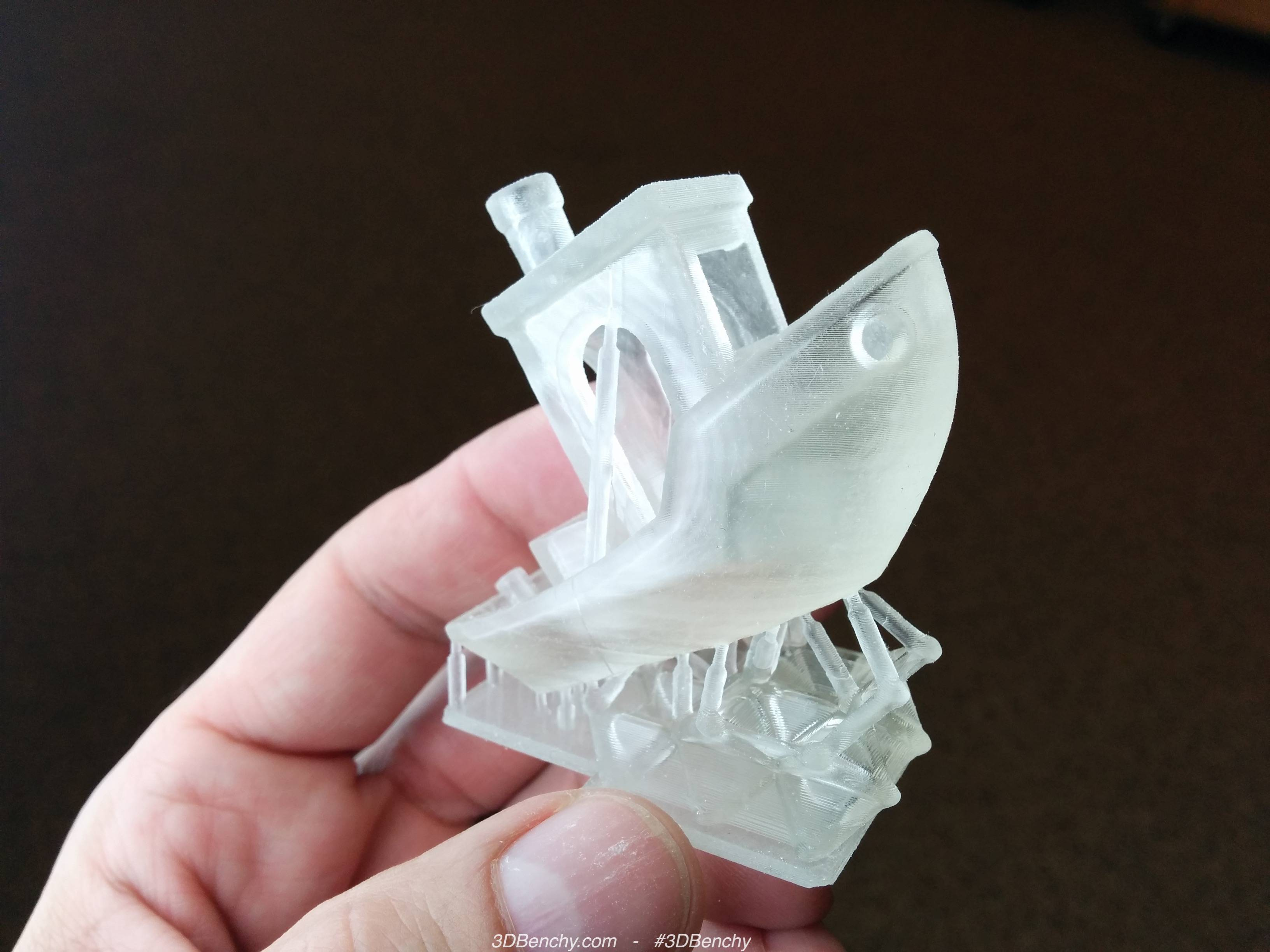
Gedruckt mit einem SLA-Drucker (Stützmaterial noch nicht entfernt)
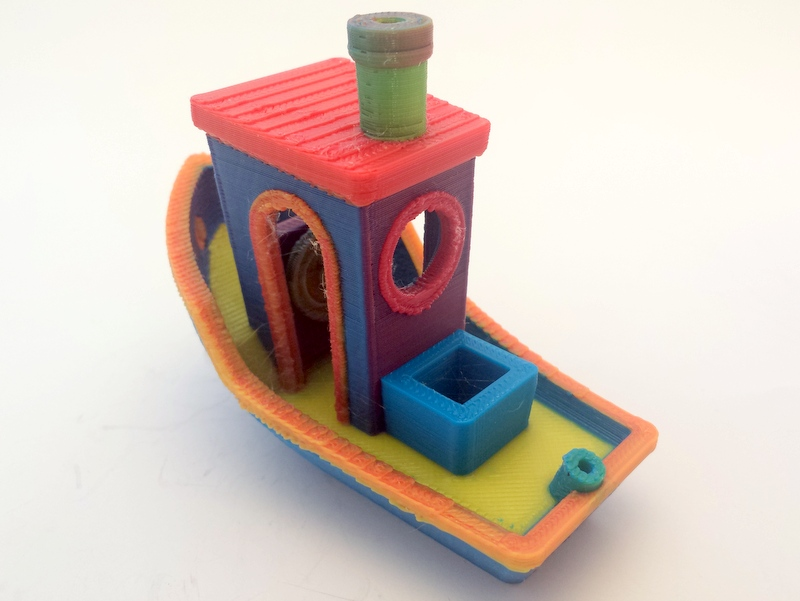
Mehrfarbiges 3DBenchy, das mit unterschiedlichen Filamentfarben gedruckt wurde
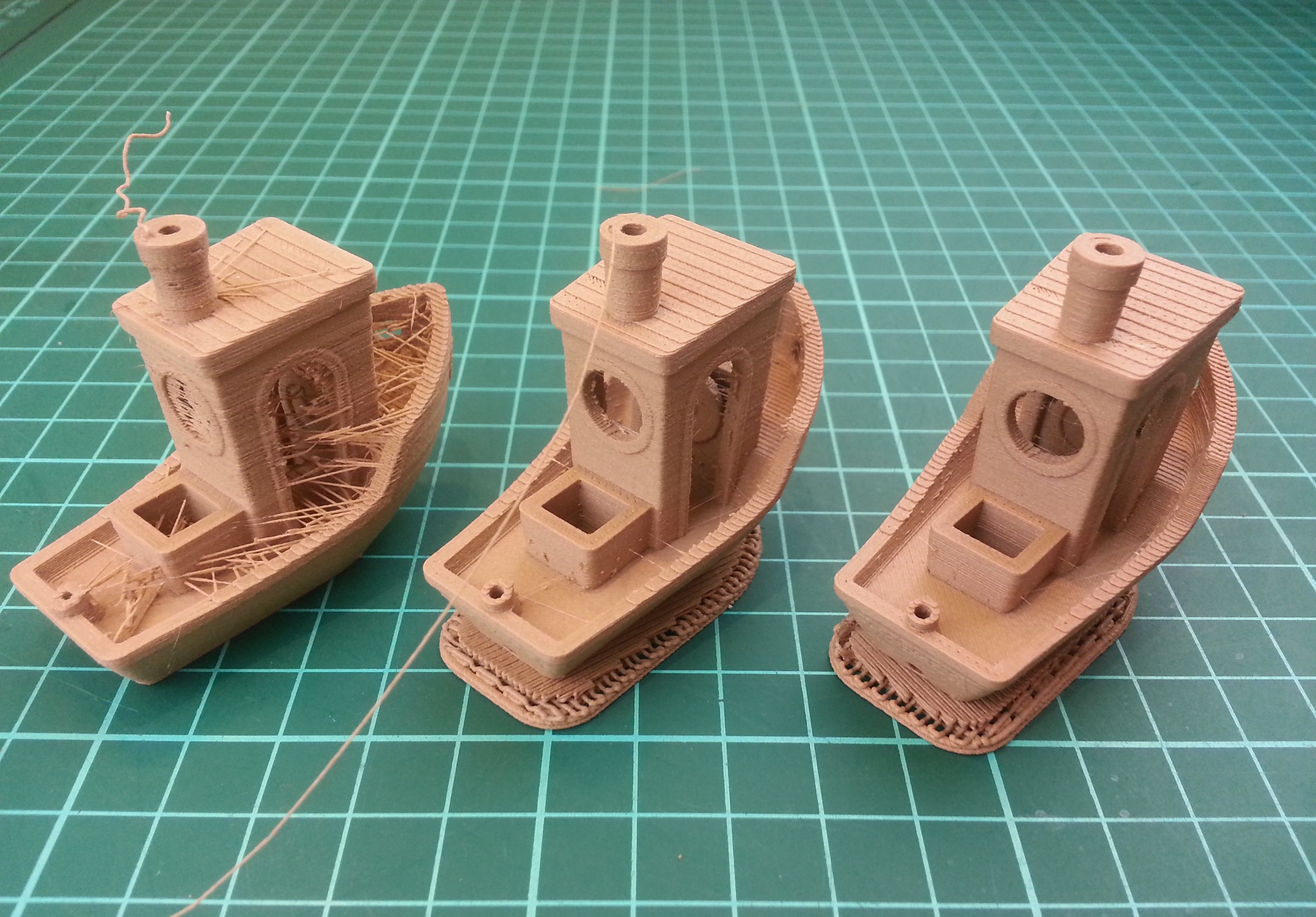
Mehrere Benchy-Varianten mit unterschiedlichen Defekten

## Lizenzkontroverse
Die ursprüngliche Lizenz des Modells (CC-BY-ND) erlaubte zwar die Nutzung und Verbreitung, verbietet jedoch Veränderungen und die Veröffentlichung abgeleiteter Werke. Obwohl diese Einschränkungen seit der Veröffentlichung des Modells 2015 formal bestanden, wurden sie niemals durchgesetzt. Im Januar 2025 begann die Plattform Printables, eine populäre 3D-Druck-Dateibibliothek von Prusa Research, mit der Entfernung von abgeleiteten Werken des 3DBenchy. Die Maßnahmen führten zu Spekulationen über eine verschärfte Lizenzpolitik durch die NTI Group, die 2024 Creative Tools und damit die Rechte an 3DBenchy übernommen hatte. NTI dementierte jedoch, eine Durchsetzung der Lizenz veranlasst zu haben, und erklärte, erst durch die öffentliche Diskussion von den Löschungen erfahren zu haben. Prusa Research wiederum bestätigte, dass die Entfernung der Remixes auf Basis der geltenden Lizenzregeln und einer externen Meldung erfolgte, ohne jedoch offenzulegen, von wem diese stammt.
Die Reaktion der 3D-Druck-Community fiel kritisch aus. Viele Nutzer empfanden die plötzliche Durchsetzung der Lizenz als unerwarteten Einschnitt in die kreative Freiheit, insbesondere da 3DBenchy über Jahre als Symbol der offenen Maker-Kultur galt. Der ursprüngliche Designer des Modells, Daniel Norée, äußerte in einem LinkedIn-Beitrag Bedauern über die aktuelle Situation und wies darauf hin, dass die Übernahme von Creative Tools durch NTI möglicherweise zu Missverständnissen über die Rechteverwaltung geführt habe. Infolge der Diskussionen entwickelten einige Nutzer alternative Testmodelle, die eine ähnliche Funktion wie 3DBenchy erfüllen, aber keine Lizenzbeschränkungen aufweisen. Zu den populärsten Alternativen zählt das Modell „Boaty“, das als humorvolle Umkehrung des Benchy-Designs eine kleine Sitzbank (engl. bench) anstelle eines Bootes darstellt.
In Folge dieser Ereignisse entschieden sich NTI, Daniel Norée und Paulo Kiefe, im Februar 2025 das Modell offiziell gemeinfrei zu machen. Statt der bis daher verwendeten Lizenz, die keine Bearbeitungen oder Änderungen erlaubte, gestattet die jetzt verwendete Lizenz CC0 1.0 Bearbeitungen oder Änderungen.

## SpeedBoatRace-Challenge
Nachdem der Druck eines 3DBenchy auf marktüblichen Druckern über eine Stunde – auf dem populären Prusa i3 MK3S+ zum Beispiel mehr als zwei Stunden – dauerte, setzte sich Annex Engineering im Dezember 2020 zum Ziel, besonders den FDM-3D-Druck zu beschleunigen.
Zu diesem Zweck rief Annex Engineering die SpeedBoatRace-Challenge ins Leben, bei der ein 3DBenchy schnellstmöglich gedruckt werden soll. Das Regelwerk definiert hierbei grundlegende Voraussetzungen sowie Druckparameter, die etwas von den ursprünglichen Empfehlungen abweichen. Die maximale Schichthöhe wird zum Beispiel mit 0,25 mm definiert, die Materialauswahl ist eingeschränkt, weil bestimmte mit Füllstoffen versehene Filamente Defekte verdecken könnten. Es werden nur mit Schrittmotoren gesteuerte FDM-Drucker zugelassen. Die Anforderungen an die Präzision und das Erscheinungsbild sind recht lose definiert, es wird jedoch gefordert, dass der Druck vollständig fertiggestellt wird und die räumlichen Ausmessungen verhältnismäßig akkurat nachgebildet sind. Des Weiteren ist es erforderlich, den kompletten Druckprozess gemeinsam mit einer laufenden Stoppuhr zu filmen sowie die vollständigen Druck- und Druckerparameter zu veröffentlichen.
Im Laufe der Challenge wurden die Rekorde auf deutlich unter zehn Minuten gedrückt, per Anfang 2024 liegt der Rekord bei unter zwei Minuten. Seit Anfang 2022 gibt es auch erschwingliche 3D-Drucker für Endkonsumenten, die ohne spezielle Kenntnisse des Anwenders in deutlich unter 30 Minuten qualitativ zufriedenstellende Druckergebnisse für ein 3DBenchy liefern.
| Zeit     | Art             | Name                                     | Datum             | Druckermodell     | Anmerkung                                                |
| -------- | --------------- | ---------------------------------------- | ----------------- | ----------------- | -------------------------------------------------------- |
| 02:05:00 | Qualität        | Prusa Research                           | September 2017    | Prusa i3 MK3/S/S+ | nicht modifiziert (Vergleichswert)                       |
| 00:19:11 | Qualität        | Prusa Research                           | 29. März 2023     | Prusa i3 MK4      | nicht modifiziert (Vergleichswert)                       |
| 00:16:30 | Qualität        | Yifan Wu (Bambu Lab)                     | 9. September 2022 | Bambu Lab X1      | nicht modifiziert (Vergleichswert)                       |
| 00:12:38 | Qualität        | Bambu Lab                                | 2. Mai 2022       | Bambu Lab X1      | nicht modifiziert, manuell modifizierter GCode           |
| 00:12:24 | Geschwindigkeit | Keith Sachs (Annex Engineering)          | 19. Dezember 2020 | Chhogori (K2)     | nicht modifiziert, ursprünglicher Ersteintrag von Annex  |
| 00:13:50 | Qualität        | Albert Kelnberger (247printing)          | 5. April 2022     | LDO Voron 0.1     | nicht modifiziert                                        |
| 00:08:48 | Geschwindigkeit | Albert Kelnberger (247printing)          | 29. April 2021    | Voron 0           | nicht modifiziert                                        |
| 00:08:59 | Qualität        | Albert Kelnberger (247printing)          | 20. Dezember 2021 | Voron 0           | modifiziert                                              |
| 00:04:35 | Geschwindigkeit | Simon Vezina (Vez3D)                     | 17. Oktober 2021  | VzBoT             | modifiziert                                              |
| 00:03:27 | Geschwindigkeit | Albert Kelnberger (247printing)          | 17. Oktober 2021  | Voron 0           | modifiziert                                              |
| 00:02:43 | Geschwindigkeit | Fail Fast!                               | 5. Februar 2022   | Voron 0.1         | modifiziert                                              |
| 00:02:25 | Geschwindigkeit | Albert Kelnberger (247printing)          | 14. Mai 2023      | 247zeroB2         | stark modifizierter Voron 0                              |
| 00:01:59 | Geschwindigkeit | Monika Stefko (Monika McWuff / Wandwuff) | 5. Februar 2024   | Eigenbau          | auf Basis eines Ender 3 Pro, manuell modifizierter GCode |
| 00:01:47 | Geschwindigkeit | Volgger                                  | 29. Juni 2025     | WildSau ReBorn    | modifizierter T250                                       |